# Samuel Brenton Whitney
Samuel Brenton Whitney (Woodstock, Vermont, 4 de juny de 1842 - Brattleboro, Vermont, 3 d'agost de 1914) fou un director d'orquestra, organista i compositor estatunidenc.
Fou deixeble de Charles Wels i de J. K. Paine, establint-se a Cambridge (Massachusetts). Posteriorment fou nomenat professor d'orgue de la Universitat de Boston i del Conservatori de la mateixa ciutat, on tingué entre altres alumnes a Ernest Douglas i, des de 1871, organista i director de cor de l'església de la Nativitat. És considerat com el millor intèrpret de Bach als Estats Units.
Entre les seves composicions hi figuren antífones, serveis complets i altres moltes obres de música religiosa, així com sonates per a piano, melodies vocals, etc.